# Michael Franti
Michael Franti, né le 21 avril 1966 à Oakland, en Californie, est un auteur, compositeur et chanteur américain. Ses textes sont particulièrement engagés politiquement. Il est le leader du groupe Michael Franti and Spearhead, un groupe alliant le rap au funk, au reggae, au jazz ainsi qu'au rock.

## Biographie

### Jeunesse
Michael Franti est adopté par Carole et Charles Franti, un couple de finno-américains d'Oakland, qui ont eu trois autres enfants biologiques. Michael a des ancêtres africains, amérindiens, irlandais, français et allemands du côté de ses parents biologiques. Il a quatre frères et sœurs nommés Rebecca, Sara, Dan, et Matthew. Michael a étudié à la Highland Junior High School d'Edmonton, en Alberta,. Il s'inscrit ensuite à la Davis Senior High School, puis à l'Université de San Francisco. Par la suite, il achète une basse qu'il utilise pour composer de la musique inspirée par le hip-hop, le funk, et le reggae, qu'il diffuse sur la radio du campus.

### The Beatnigs (1986–1990)
Le premier projet musical de Michael Franti est la participation au groupe de punk industriel The Beatnigs en 1988 en compagnie de DJ Rono Tse. En dépit de sa brève existence, The Beatnigs remporte un grand succès dans le monde du punk industriel et plus généralement de la musique contestataire. Le nom « beatnigs » fait référence aux auteurs de la Beat Generation, dont Michael Franti s'inspire largement dans ses textes[réf. nécessaire].

### The Disposable Heroes of Hiphoprisy (1991–1993)
Après The Beatnigs, Michael Franti crée en compagnie de DJ Rono Tse un nouveau groupe appelé The Disposable Heroes of Hiphoprisyy. Plusieurs musiciens viennent rejoindre le groupe comme le guitariste jazz Charlie Hunter, les spécialistes en musique électronique Mark Pistel et Jack Dangers. Les paroles des chansons créées par le groupe sont généralement très révoltées contre les injustices et font souvent appel à des réformes démocratiques dans le système politique américain. La musique produite par The Disposable Heroes of Hiphoprisy est une sorte de fusion entre le rock industriel et le hip-hop.
Le premier album du groupe, Hypocrisy Is the Greatest Luxury, est publié en 1992 et gagne rapidement une forte notoriété, particulièrement pour ses critiques sociales. La même année, le groupe U2 le choisit afin de réaliser les premières parties de sa tournée Zoo TV Tour. Le groupe réalise peu après un second album appelé Spare Ass Annie and Other Tales en collaboration avec l'écrivain William Burroughs, l'un des auteurs les plus reconnus de la Beat Generation. Cet album est très différent du précédent, mettant en avant les textes lus par William Burroughs, provenant de plusieurs de ses livres.

### Michael Franti and Spearhead (depuis 1994)
À partir de 1994, Michael Franti met en place un nouveau groupe appelé Spearhead. Alors que les messages distillés par les chansons du nouveau groupe restent très revendicateurs, la musique est plus influencée par le funk et la soul. Le premier album de Spearhead, Home, est publié en septembre 1994, suivi par Chocolate Supa Highway en mars 1997.
Le nom du groupe devient ensuite Michael Franti and Spearhead dû à un changement de maison de disques. Leur ancienne maison de disques, Capitol Records, insistait trop fortement pour que le groupe fasse des duos promotionnels avec des chanteurs comme Will Smith, le groupe finit par se fatiguer de Capitol Records et crée alors son propre label, Boo Boo Wax and Six Degrees. La raison du changement de nom est simplement que Capitol Records détient les droits du nom Spearhead. À cette époque, Michael Franti subit beaucoup de critiques de la part du milieu du hip-hop, particulièrement du gangsta rap, ces derniers se moquant notamment de ses parents adoptifs blancs. Les défenseurs de Michael Franti rétorquent que ce dernier s'est toujours battu pour la paix et la justice sans jamais prendre en considération la couleur de peau, et qu'il a toujours tenté de soulever des questions dans ses textes comme dans ses actions militantes sur l'évolution du sida, l'augmentation du nombre des SDF aux États-Unis, l'augmentation des kidnappings et des violences policières ou encore l'abolition de la peine de mort. Ses défenseurs ajoutent que Michael Franti se bat aussi pour la paix au Proche-Orient, ayant réalisé plusieurs voyages dans un but d'informer la population américaine sur la situation.
En 2000, Spearhead publie un premier album, Stay Human, sur son nouveau label indépendant. Les textes font référence entre autres à la monopolisation des médias ou à la situation carcérale aux États-Unis. Michael Franti dit dans une interview à propos de son message dans ses nouvelles chansons : « La moitié du disque traite de ce qui se passe dans le monde à l'heure actuelle, l'autre moitié de qu'est ce que nous pouvons, en tant que personnes concernées par ce qui se passe, faire pour y changer quelque chose ». Faisant référence à l'image des États-Unis dans le reste du monde, il ajoute ensuite : « La guerre, l'intimidation, cette nation contre le reste monde, tout ça nous fatigue. La moitié du disque est une bonne dose de colère à propos de tout ça, l'autre moitié est une recherche dans notre intérieur, dans nos communautés et nos relations afin de pouvoir tenir[réf. nécessaire]... »
L'album suivant, Everyone Deserves Music, sort en 2003. Dans cet album, Michael Franti continue de diversifier sa musique et ses sources d'inspiration, comme le font certains collègues contemporains comme Manu Chao ou Ozomatli. Créant un son bien différent des débuts bruyants des Beatnigs, il désire désormais accorder ses paroles engagées avec sa guitare et intégrer dans sa musique des influences reggae, dancehall, bossa nova, afrobeat et funk. Certains titres de cet album comme Everyone Deserves Music, Yes I Will ou Bomb the World rappellent certaines chansons rock des années 1980 comme celles de The Clash ou U2, d'autres titres font penser à la soul classique des Stax ou de Motown. La chanson We Don't Stop fait participer le chanteur Gift of Gab du groupe de rap Blackalicious et le beatboxer Radioactive. On remarque un travail effectué de la part de Michael Franti sur cet album afin d'adoucir sa voix, notamment dans les chansons Love Why Did You Go Away et What I Be. Sly and Robbie, les spécialistes du son reggae/funk, participent à l'élaboration des chansons Pray for Grace et Bomb the World (Armageddon Version).
La même année, Michael Franti sort un album solo, Song from the Front Porch, entièrement acoustique dont certains morceaux sont des reprises des albums Chocolate Supa Highway, Stay Human, Everyone deserve music et quelques nouveaux morceaux.
Michael Franti a généralement beaucoup de succès dans les festivals aux États-Unis ou dans le reste du monde. Il est notamment un habitué du festival Power to the Peaceful qui regroupe chaque année plus de 20 000 personnes au Golden Gate Park de San Francisco. Il est devenu assez influent dans la musique populaire américaine mais aussi dans le mouvement pacifiste, sa chanson Bomb the World, écrite peu après les événements du 11 septembre 2001 à New York est connu au niveau mondial parmi les militants pacifistes, notamment pendant les manifestations contre la guerre en Irak.
En juillet 2006, Michael Franti and Spearhead publie l'album Yell Fire!, résultat d'un voyage de Michael Franti en Israël, à Bagdad, en Cisjordanie et dans la bande de Gaza. De plus, dans le but de partager son expérience au Moyen-Orient et d'étudier le coût humain de la guerre, il produit un documentaire I Know I'm Not Alone (en français, Je sais que je ne suis pas seul). Dans ce documentaire, la chanson One Step Closer to You qui fait participer la chanteuse Pink est aussi présente dans le dernier album du groupe.

## Discographie

### Albums studio
- 2000 : Live at the Baobab
- 2003 : Songs from the Front Porch

### Albums collaboratifs
- 1988 : The Beatnigs (avec The Beatnigs)
- 1992 : Hypocrisy Is the Greatest Luxury (avec The Disposable Heroes of Hiphoprisy)
- 1992 : Spare-Ass Annie and Other Tales (avec The Disposable Heroes of Hiphoprisy)
- 1994 : Home (avec Spearhead)
- 1997 : Chocolate Supa Highway (avec Spearhead)
- 2001 : Stay Human (avec Spearhead)
- 2003 : Everyone Deserves Music (avec Spearhead)
- 2006 : Yell Fire! (avec Spearhead)
- 2006 : What's this? (avec Gabriel Rios et Flip Kowlier)
- 2008 : All Rebel Rockers (avec Spearhead)
- 2010 : The Sound of Sunshine (avec Spearhead)
- 2013 : All People (avec Spearhead)
- 2019 : Stay Human Vol.II (avec Spearhead)

### Bandes originales de films
- 2023 : Champions de Bobby Farrelly